# Sattar Khan
Pour les articles homonymes, voir Khan (homonymie).

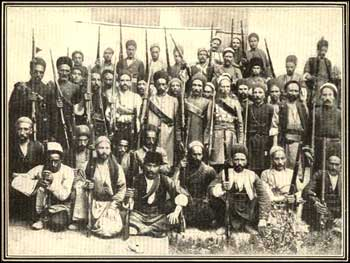
Constitutionalistes de Tabriz. Les deux hommes au centre sont Sattar Khan et Bagher Khan

Sattar Khan (né en 1868 à Tabriz (plus précisément à Janali), dans l'Azerbaïdjan iranien et mort le 9 novembre 1914) est un personnage clé de la révolution constitutionnelle de l'Iran. 

## Biographie
À la tête des révolutionnaires en Azerbaïdjan, au Gilan et des Bakhtiari, il a marché sur Téhéran afin de protester contre l'abolition de la nouvelle constitution par Mohammad Ali Shah Qajar.
Amateur du sport national, le Varzesh-e Pahlavani (lutte), Sattar a été le Laati (littéralement, « voyou », ce mot désigne ici le comportement chevaleresque de celui qui récolte de l’argent auprès des fortunés et le distribue aux plus pauvres) du quartier Amir-Khize de Tabriz. Excellent tireur, il va faire partie de l’équipe qui accompagne le prince héritier Mozaffar Mirza lors de ses séances de chasse. Il reçoit de ce prince le titre de Khan.
Après le bombardement de l’assemblée (Majles) par les troupes commandées par le général russe Vladimir Liakhov, et sur ordre de Mohammad-Ali Shah, Sattar Khan rejoint les rangs des Mojahed (« combattants »). Le gouverneur d’Azerbaïjan, Eyn-ed-doleh, envoie l’armée pour mater la rébellion de Tabriz. La résistance est organisée sous le commandement de Sattar Khan et d’un autre héros populaire, Bagher Khan. Les forces gouvernementales écrasent les forces des Mojahed. Le Consul de la Russie essaie de ramener le calme et propose à Sattar Khan d’accepter la paix proposée par le gouverneur d’Azerbaïjan et afin d’être à l’abri de toute attaque des forces gouvernementales de hisser le drapeau russe sur le toit de sa maison. La réponse de Sattar Khan qui se trouve encerclé dans son quartier général d’Amir-Khize est claire : « Ou bien, nous briserons le siège d’Amir-Khize et nous irons hisser le drapeau de la liberté à Téhéran, ou bien nous mourons dans nos tranchées, mais en tout cas, tant que je suis en vie il n’y aura jamais un drapeau étranger à Amir-Khize ». Le combat final de 3 jours des Mojaheds contre les troupes gouvernementales finit par la libération de Tabriz. Les Troupes de Sattar Khan, rejointes par celles de Sepahsalar, entrent victorieusement à Téhéran et la constitution est rétablie après la fuite de Mohammad-Ali Shah à l’ambassade de Russie et le transfert des pouvoirs à son fils Ahmad Shah. 
En signe de reconnaissance, le 2e Majles (l'assemblée nationale iranienne) octroie le titre de Sardar-e Melli (« Commandant ou héros national ») à Sattar Khan et celui de Salar-e Melli (Chef, Commandant, Héros National) à Bagher Khan. Ces deux personnages sont les seules personnalités à avoir reçu ces titres.
À la suite de ces efforts, la constitution est restaurée, et Mohammad Ali Shah est déposé. À son retour à Tabriz, Sattar Khan est traité en héros national. Il est blessé à mort par Yeprem Khan, un commandant de l'armée qui était aussi actif dans le mouvement constitutionnel, mais du côté du gouvernement afin de désarmer les révolutionnaires de Téhéran.

## Sources
- Mostafa Alamouti, Namdaran-e Moasser-e Iran, Vol. 2, Book Press, Londres, février 1999
- Ahmad Kasravi, Tarikh-e Mashroutiyat-e Iran, Amir Kabir Publishing, 18e édition,  (ISBN 964-00-0081-7)